# XPhos
XPhos is een organofosfor-ligand, afgeleid van bifenyl. Het ligand vormt palladiumcomplexen die de Buchwald-Hartwig-aminering mogelijk maken van aryl-tosylaten en benzeensulfonaten.
De verbinding is stabiel en commercieel beschikbaar. XPhos en vergelijkbare bifenylfosfine-liganden worden Buchwald-liganden genoemd. Ze verhogen de reactiviteit van palladium-gekatalyseerde koppelingsreacties, en worden veel gebruikt in de synthese van geneesmiddelen, natuurlijke producten, polymeren en nieuwe materialen. XPhos kan in de katalysatoren van de Suzuki-Miyaura-, Hiyama-, Negishi-, Sonogashira-, Stille- en Heck-koppelingsreacties gebruikt worden.